# 甄邯
甄邯（？—12年），字子心，西汉末年政治人物。大司徒孔光的女婿。
公元1年，为侍中、兼奉车都尉，王莽以他定策之功，封他为承阳侯、光祿勳兼右将軍，6年任太保兼後承，7年为大将軍。王莽建立新朝後，封他为承新公、大司馬。

## 後人
- 三国曹魏的文昭甄皇后
- 北魏甄琛